# Кузино (Рязанская область)
Кузино — деревня в Клепиковском районе Рязанской области. Входит в состав Спас-Клепиковского городского поселения.

## География
Находится в северной части Рязанской области на расстоянии приблизительно 1 км на запад по прямой от районного центра города Спас-Клепики на берегах рек Совка и Пра.

## История
На карте 1850 года показана как Кузина. В 1859 году здесь (тогда деревня Рязанского уезда Рязанской губернии) было учтено 13 дворов, в 1897— 41.

## Население
Численность населения: 88 человек (1859 год), 314 (1897), 20 в 2002 году (русские 100 %), 32 в 2010.